# Vikøy
Vikøy är en tätort och kyrkby i Kvams kommun i Vestland fylke i västra Norge. Orten ligger vid fylkesväg 49, på den västra sidan av Hardangerfjorden. Här finns Vikøy kyrka.